# Eggert Magnússon
Pour les articles homonymes, voir Magnusson.
Eggert Magnússon (né le 20 février 1947) est un homme d´affaire islandais, président de la Fédération d'Islande de football et membre du comité de l´UEFA.
Le 21 novembre 2006, il acquiert le club de football anglais de West Ham (dans la banlieue de Londres) pour la somme de 97 millions de livres.